# (10051) Albee
(10051) Albee (1987 QG6) – planetoida z grupy przecinających orbitę Marsa okrążająca Słońce w ciągu 3,47 lat w średniej odległości 2,29 j.a. Odkryta 23 sierpnia 1987 roku.